# Muellerella polyspora
Muellerella polyspora är en lavart som beskrevs av Hepp och Johannes Müller Argoviensis. Muellerella polyspora ingår i släktet Muellerella, och familjen Verrucariaceae. Arten är reproducerande i Sverige.